# Crew Morrow
Crew J. Morrow (* 27. Mai 2005 in Los Angeles) ist ein US-amerikanischer Schauspieler und ein Model.

## Leben
Morrow wurde am 27. Mai 2005 in Los Angeles als Sohn des US-amerikanischen Schauspielers Joshua Morrow geboren. 2024 gab er sein Spielfilmdebüt im Katastrophenfilm Continental Split in einer der Hauptrollen des Eric Weddle. Im selben Jahr war er in der Rolle des Private Vernon Murphy im Kriegsfilm 24 Hours to D-Day – Schlacht der Entscheidung zu sehen. Beide Filme wurden vom Filmstudio The Asylum produziert. Seit 2024 stellt er in der Fernsehserie Reich und Schön die Rolle des Will Spencer dar.

## Filmografie (Auswahl)
- 2024: Continental Split
- 2024: 24 Hours to D-Day – Schlacht der Entscheidung (24 Hours to D-Day)
- seit 2024: Reich und Schön (The Bold and the Beautiful, Fernsehserie)